# Barga (Syrien)
Barga (auch: Parga) war ein spätbronzezeitliches Stadtkönigreich im Norden des heutigen Syrien. Seine Lage wird südlich von Aleppo und östlich des Orontes vermutet.
Erwähnt wird Barga in den Amarna-Briefen und in hethitischen Quellen. Barga lag in der Grenzregion zwischen den Reichen der Ägypter und der Hethiter. Die Amarna-Korrespondenz aus dem 14. Jahrhundert v. Chr. zu Barga ist nur äußerst bruchstückhaft erhalten und erlaubt kaum nähere Aufschlüsse. Dafür berichten hethitische Quellen aus der Zeit von Muršili II. (ca. 1321–1294 v. Chr.) über Grenzstreitigkeiten zwischen Barga, das von Abi-Radda regiert wurde, und dem benachbarten Nuḫašše unter Tette. Tette hatte gegen die hethitische Herrschaft rebelliert, war daraufhin gestürzt und durch einen prohethitischen Herrscher, Sumittara, ersetzt worden. Barga war in dieser Zeit offenbar ein Verbündeter der Hethiter, denn ein Friedensvertrag zwischen Muršili II. und Sumittara regelte, dass die Stadt Yaruwarta, die bis dahin von Nuhašše beansprucht worden war, an Abi-Radda fallen sollte.
Eisenzeitlich ist eine Siedlung Parga in derselben Region belegt, bei der es sich vermutlich um denselben Ort handelt.